# The Greatest Story Ever Told (album de David Banner)
Cet article concerne l'album de David Banner. Pour le film de George Stevens, voir La Plus Grande Histoire jamais contée.
Albums de David Banner
Certified
(2005) Death of a Pop Star
(2010)
Singles
1. 9mm
Sortie : 10 juillet 2007
2. Get Like Me
Sortie : 25 mars 2008
3. Shawty Say
Sortie : 1er août 2008

The Greatest Story Ever Told est le cinquième album studio de David Banner, sorti le 20 mai 2008.
L'album s'est classé 3e au Top R&B/Hip-Hop Albums et 8e au Billboard 200.

## Liste des titres
| No  | Titre                                                     | Contient un (des) sample(s) de                                                                                            | Durée |
| --- | --------------------------------------------------------- | --- | ----- |
| 1.  | So Long                                                   | | 3:43  |
| 2.  | G.S.E.T. (Intro)                                          | | 1:30  |
| 3.  | Suicide Doors (featuring UGK, Young Dro et Kandi Burruss) | This Side of Forever de Lalo Schifrin et Jerry Fielding featuring Roberta Flack Shoulder Lean de Young Dro featuring T.I. | 4:14  |
| 4.  | 9mm (featuring Akon, Lil Wayne et Snoop Dogg)             | | 4:08  |
| 5.  | T.I. Speaks (Interlude) (featuring T.I.)                  | | 2:11  |
| 6.  | Get Like Me (featuring Chris Brown)                       | It's Goin' Down de Yung Joc featuring Nitti                                                                               | 3:45  |
| 7.  | Shawty Say (featuring Lil Wayne)                          | Lollipop de Lil Wayne featuring Static Major                                                                              | 3:38  |
| 8.  | A Girl                                                    | | 5:00  |
| 9.  | Syrup Sipping (Banner Beat Break)                         | | 1:12  |
| 10. | Hold On (featuring Marcus)                                | | 4:43  |
| 11. | Cadillac on 22's (Part 2)                                 | | 4:18  |
| 12. | Uncle Swac (Interlude)                                    | | 1:28  |
| 13. | I Get By (featuring Carl Thomas)                          | | 3:25  |
| 14. | Freedom (Interlude)                                       | | 1:03  |
| 15. | B.A.N. (The Love Song)                                    | Love on a Two Way Street de Stacy Lattisaw                                                                                | 4:25  |
| 16. | Fuck You Hoes (featuring Jim Jones)                       | | 4:28  |
| 17. | Marz (Banner Beat Break)                                  | | 1:10  |
| 18. | Ball With Me (featuring Chamillionaire)                   | | 3:26  |
| 19. | K.O.                                                      | | 3:53  |
| 20. | Fly (featuring Jazze Pha)                                 | | 3:10  |
| 21. | Faith                                                     | | 3:38  |
| 22. | Wealth (Banner Beat Break)                                | | 1:17  |